# Fredagen den 13:e del 5 – En ny början
Fredagen den 13:e del 5 – En ny början är en amerikansk långfilm från 1985.

## Handling
Filmen utspelar sig några år efter del 4 och Tommy Jarvis är inlagd på ett mentalsjukhus efter att han lyckats med det omöjliga: han dödade Jason Voorhees. Men patienterna börjar att jagas och dödas brutalt en efter en, och den ansvarige bär en mycket igenkännlig ishockeymask... Men vem döljer sig bakom masken? Är det Jason, som på något sätt lyckats överleva? Eller är det någon annan?

## Rollista (urval)
- John Shepherd – Tommy Jarvis
- Melanie Kinnaman – Pam
- Shavar Ross – Reggie
- Corey Feldman – Tommy Jarvis vid 12 års ålder
- Anthony Barrile – Vinnie
- Juliette Cummins – Robin
- Richard Young – Dr. Matthew Letter
- Dick Wieand – Roy Burns
- Tom Morga – Jason Voorhees
- Rebecca Wood – Lana Ardsley